# 高宮悠子
高宮 悠子（たかみや ゆうこ、1980年6月23日 - ）は、山形県出身のタレント。松竹芸能所属。血液型はB型。山形県立北村山高等学校を経て宣真高等学校および関西外国語大学卒業。
中学生時代から13年間、ハンドボールの選手を経験、全国高等学校総合体育大会（インターハイ）や国民体育大会などの全国大会に出場していた（下述）。
芸能人女子フットサルチーム「蹴竹G」の元キャプテン。背番号は「9」。チームの中では近畿地方在住の“大阪組”の一人であり、2007年のすかいらーくグループCUPザ・冒険王2007では『高速バスで上京しました』とあいさつをしていた。2009年1月のチーム解散まで所属していた。

## 出演
テレビ
- 美しくなりま専科（サンテレビ）
- びびっとびわこN（びわ湖放送）
- ねぎり侍（サンテレビ）
- 恋するフットサル（フジテレビ）
- KUNOICHI2006（TBS）
- 街かどほっとらいん　(高槻ケーブルネットワーク)
- 真夜中市場　(関西テレビ)

イベント出演
- 芸能人フットサル大会・スフィアリーグ
- お台場冒険王フットサル大会
- ハンドボール日本リーグ・プレーオフ他大会MC＆TV中継リポーター

## アスリート歴
ハンドボール
- 1995ジュニアオリンピック全国大会出場：2位
- 1995全国中学校大会出場
- 1996インターハイ山梨大会ベスト４
- 1996国民体育大会広島大会出場
- 1997インターハイ京都大会出場
- 2002日本学生選手権大会出場
- 2004国民体育大会埼玉大会出場

- 兵庫県クラブチームGet'sに所属し、活動していた

マラソン
- 「森脇健児陸上競技部」に所属・駅伝メンバー